# Oxalis rugeliana
Oxalis rugeliana là một loài thực vật có hoa trong họ Chua me đất. Loài này được Urb. mô tả khoa học đầu tiên năm 1921.